# Billy-sur-Ourcq
Billy-sur-Ourcq – miejscowość i gmina we Francji, w regionie Hauts-de-France, w departamencie Aisne.
Według danych na styczeń 2014 roku gminę zamieszkiwało 221 osób, a gęstość zaludnienia wynosiła 21,25 osób/km².